# Dieci Capodanni
Dieci Capodanni (Los años nuevos) è una miniserie televisiva franco-spagnola in 10 puntate prodotta da Caballo Films e distribuita online in prima visione su Movistar Plus+ e Arte France dal 28 novembre al 12 dicembre 2024.

## Trama
Ana e Óscar compiono 30 anni la notte di Capodanno (rispettivamente il 1° gennaio e il 31 dicembre), ma la loro vita è molto diversa: la prima vive in un appartamento condiviso, cambia spesso amici e cerca ancora la propria strada; il secondo, medico per vocazione, sembra avere tutto sotto controllo, seppur con una relazione instabile alle spalle. La loro storia inizia proprio il 1º gennaio 2015 e si sviluppa lungo un decennio fatto di amore, rotture e momenti di crescita personale, intrecciando il loro viaggio verso la maturità.

## Promozione
La miniserie è stata presentata fuori concorso durante la 81ª Mostra internazionale d'arte cinematografica di Venezia, il 4 settembre 2024.

## Distribuzione italiana
In Italia la miniserie è stata distribuita su RaiPlay dal 31 gennaio al 7 febbraio 2025. Il doppiaggio è stato curato da Studio Emme su dialoghi di Valerio Piccolo e Julia Sanfilippo e su direzione di Fabrizio Temperini. La supervisione editoriale per l'edizione italiana è di Mariano Caiafa.